# Krystsina Tsimanouskaya
Krystsina Siarhèieuna Tsimanòuskaia (en belarús: Крысціна Сяргееўна Ціманоўская; Klimavitxi, Belarús, 19 de novembre de 1996) és una atleta belarussa que actualment representa a Polònia.
Especialista de les categories de 60, 100 i 200 metres llisos, va participar en els Jocs Olímpics d'Estiu de 2020, que tingueren lloc a Tòquio el 2021 per culpa de la pandèmia de COVID-19.
L'1 d'agost de 2021, va criticar a la federació del seu país, després que la incloguessin en la prova dels 4x400m, sense que ella ho hagués consentit. Aleshores va rebutjar que l'embarquessin en un avió amb destinació a Minsk i demanà aleshores asil diplomàtic a l'ambaixada polonesa. 3 dies després apareixia a Varsòvia, amb l'asil polític acceptat pel país centreeuropeu.
El mes de setembre de 2022, Tsimanouskaya rebia la nacionalitat polonesa de ple dret. L'agost de 2023, després de 2 anys sense poder competir, rebia el permís de la Federació Internacional d'Atletisme per tornar a competir de manera internacional.

## Marques personals
| Disciplina     | Marca | Seu      | Data                 |
| -------------- | ----- | -------- | -------------------- |
| 100m llisos    | 11.04 | Minsk    | 11 de juliol de 2018 |
| 200m llisos    | 22.75 | Varsòvia | 9 de juliol de 2023  |
| 4x100m relleus | 42.65 | Budapest | 25 d'agost de 2023   |

## Trajectòria Internacional
| Representant Belarús | Representant Belarús                           | Representant Belarús   | Representant Belarús     | Representant Belarús | Representant Belarús |
| -------------------- | ---------------------------------------------- | ---------------------- | ------------------------ | -------------------- | -------------------- |
| Any                  | Competició                                     | Indret                 | Lloc                     | Modalitat            | Marca                |
| 2015                 | Campionat Europeu d'Atletisme Sub-20           | Eskilstuna, Suècia     | 6ª                       | 100 metres           | 11,85 s.             |
| 2015                 | Campionat Europeu d'Atletisme Sub-20           | Eskilstuna, Suècia     | 17ª (q)                  | 200 metres           | 24,51 s.             |
| 2017                 | Campionat Europeu d'Atletisme en Pista Coberta | Belgrad, Sèrbia        | 12ª (sf)                 | 60 metres            | 7,39 s.              |
| 2017                 | Campionat Europeu d'Atletisme Sub-23           | Bydgoszcz, Polònia     | 2ª                       | 100 metres           | 11,54 s.             |
| 2017                 | Campionat Europeu d'Atletisme Sub-23           | Bydgoszcz, Polònia     | 4ª                       | 200 metres           | 23,32 s.             |
| 2018                 | Campionat Mundial d'Atletisme en Pista Coberta | Birmingham, Anglaterra | 31.ª (q)                 | 60 metres            | 7,37 s.              |
| 2018                 | Campionat Europeu d'Atletisme                  | Berlín, Alemanya       | 13ª (sf)                 | 100 metres           | 11,34 s.             |
| 2018                 | Campionat Europeu d'Atletisme                  | Berlín, Alemanya       | 10ª (sf)                 | 200 metres           | 23,03 s.             |
| 2019                 | Campionat Europeu d'Atletisme en Pista Coberta | Glasgow, Escòcia       | 7ª                       | 60 metres            | 7,26 s.              |
| 2019                 | Jocs Europeus                                  | Minsk, Belarús         | 2ª                       | 100 metres           | 11,36 s.             |
| 2019                 | Universiada                                    | Nàpols, Itàlia         | 6ª                       | 100 metres           | 11,44 s.             |
| 2019                 | Universiada                                    | Nàpols, Itàlia         | 1ª                       | 200 metres           | 23,00 s.             |
| 2019                 | Campionat Mundial d'Atletisme                  | Doha, Qatar            | 26ª (q)                  | 200 metres           | 23,22 s.             |
| 2021                 | Campionat Europeu d'Atletisme en Pista Coberta | Toruń, Polònia         | -                        | 60 metres            | DQ                   |
| Representant Polònia |                                                |                        |                          |                      |                      |
| 2023                 | Campionat Mundial d'Atletisme                  | Budapest, Hongria      | 30a posició (1a ronda)   | 100 metres           | 11.32 s.             |
| 2023                 | Campionat Mundial d'Atletisme                  | Budapest, Hongria      | 23a posició (semifinals) | 200 metres           | 23,34 s.             |
| 2023                 | Campionat Mundial d'Atletisme                  | Budapest, Hongria      | 5a posició               | 4x100 m              | 42,66 s.             |
| 2024                 | Campionat d'Europa                             | Roma, Itàlia           | 19a posició              | 200 m                | 23.24 s.             |
| 2024                 | Campionat d'Europa                             | Roma, Itàlia           | DNF (Final)              | 4x100 m              | DNF                  |
| 2024                 | Jocs Olímpics                                  | París, França          | 25a posició (Repesca)    | 200 m                | 23.01 s.             |
| 2024                 | Jocs Olímpics                                  | París, França          | 14a posició              | 4x100m               | 42.85 s.             |